# San Giovanni (Rom)
Das Munizipium IX San Giovanni ist eines der 19 Munizipien der Stadt Rom. Es liegt südöstlich der Altstadt und erstreckt sich in etwa zwischen der Stadtmauer, dem Parco della Appia Antica, der Via Appia Nuova und der Bahnstrecke Rom–Ciampino. Das Munizipium ist nach der Basilika San Giovanni in Laterano benannt, die sich innerhalb der Stadtmauer befindet.
San Giovanni hatte 126.690 Einwohner (2010). Es teilt sich in folgende Ortsteile auf:
| 9a     | Tuscolano Nord | 23.168  |
| 9b     | Tuscolano Sud  | 48.640  |
| 9c     | Tor Fiscale    | 2.174   |
| 9d     | Appio          | 29.047  |
| 9e     | Latino         | 23.542  |
| Totale | Totale         | 126.690 |

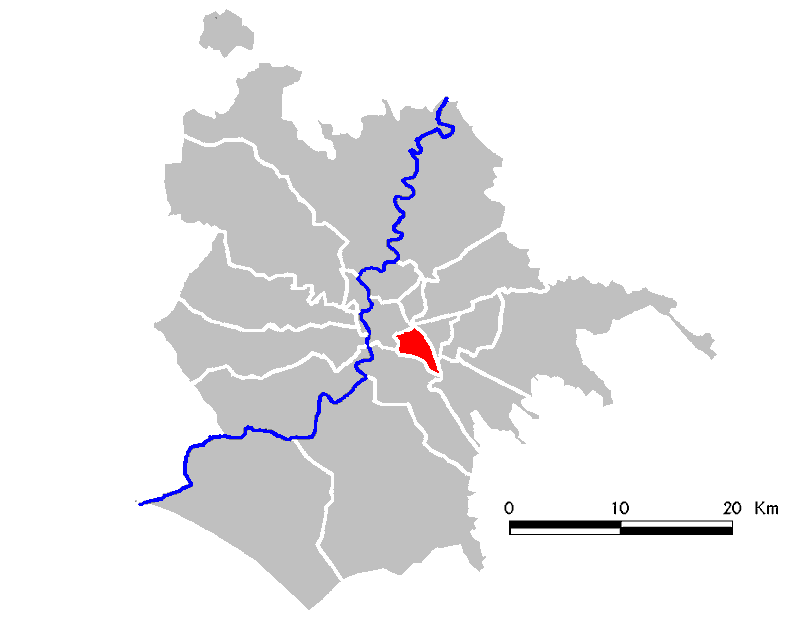
Lage von San Giovanni in Rom

Das Gebiet wurde zu Beginn des 20. Jahrhunderts besiedelt. Die Haupterschließungsstraße ist die Via Appia Nuova.